# Knud Enggaard
Knud Enggaard, né le 4 juin 1929 à Odder (Danemark) et mort le 11 avril 2024, est un homme politique danois membre du parti Venstre, ancien ministre et ancien député au Parlement (le Folketing).